# La Tresse (film)
Pour plus de détails, voir Fiche technique et Distribution.
La Tresse (The Braid) est un film franco-canado-italo-belge réalisé par Lætitia Colombani, sorti  en 2023. Il s'agit de l'adaptation de son roman La Tresse, publié en 2017.

## Synopsis
C'est l'histoire de trois femmes : Smita, une Indienne intouchable, qui désire sortir sa fille de la misère et la faire rentrer dans une école ; Giulia, une Italienne, qui succède à  feu son père pour diriger l'entreprise familiale au bord de la faillite et Sarah, une avocate canadienne, qui apprend qu'elle a un cancer.

## Fiche technique
Sauf indication contraire, les informations mentionnées dans cette section peuvent être confirmées par la base de données cinématographiques Unifrance,  présente dans la section « Liens externes ».
- Titre original et français : La Tresse
- Réalisation : Lætitia Colombani
- Scénario : Lætitia Colombani et  Sarah Kaminsky, d'après le roman La Tresse de Lætitia Colombani
- Musique :  Ludovico Einaudi
- Décors : Dorian Badiou
- Costumes : Odette Gadoury
- Photographie : Ronald Plante
- Son : Claude La Haye
- Montage : Albertine Lastera
- Production : Olivier Delbosc (Curiosa Films) et Marc Missonnier (Moana Films)
- Production déléguée : Christine De Jekel
- Sociétés de production : Curiosa Films et Moana Films ; France 2 Cinéma (coproduction française) ; Forum Films (Coproduction canadienne), Indigo Film (coproduction italienne), La Compagnie Cinématographique, Panache Productions et Proximus (coproductions belge)
- Sociétés de distribution : SND (France), Sphère Films (Canada) ; Anga Productions (Belgique), Praesens Film (Suisse romande)
- Budget : 8,1 millions d'euros[réf. nécessaire]
- Pays de production :   France,  Canada,  Italie,  Belgique
- Langue originale : hindi, italien, anglais
- Format : couleur
- Genre : comédie dramatique
- Durée : 120 minutes
- Dates de sortie :
  - Belgique, France, Suisse romande : 29 novembre 2023

## Distribution
Canada
- Kim Raver (VF : Juliette Degenne) : Sarah
- Sarah Abbott (VFB : Jazz Marlier) : Hannah
- Dorian et Adrian Doroslovac (VFB : James Rolin) : Ethan et Simon
- Sarah Camacho (VFB : Marie Braam) : Pamela
- Damon Runyan (VFB : Michelangelo Marchese) : Josh
- Katharine King So (VFB : Sophie Frison) : Ines
- Marcel Jeannin : Gary
- Kenny Wong (VFB : Grégory Praet) : Jeffrey
- Lydia Zadel (VFB : Ludivine Deworst) : Maeva
- Katherine Adams (VFB : Nathalie Hons) : la juge
- Lætitia Colombani : la prof d'Hannah

Italie
- Fotinì Peluso (VFB : Mélissa Windal) : Giulia
- Avi Nash (VFB : Issam Messaoudi) : Kamal
- Manuela Ventura (it) (VFB : Colette Sodoyez) : la mère de Giulia
- Mimmo Mancini (VFB : Daniel Nicodème) : le père de Giulia
- Celeste Savino (VF : Marcha Van Boven) : Francesca
- Guendalina Losito (VFB : Aaricia Dubois) : Adela
- Francesco Marinelli (VFB : Maxime Van Santfoort) : Gino
- Lucia Zotti (it) (VFB : Monique Clémont) : Nonna

Inde
- Mia Maelzer (VF : Fily Keita) : Smita
- Sajda Pathan (VFB : Daria Delclève) : Lalita, la fille de Smita
- Nehpal Gautam : Nagaraj, le mari de Smita

## Tournage
Le tournage commence le 11 mars 2022 en Inde.

## Accueil
Ce long-métrage n'a pas été globalement bien accueilli par la presse.  Notamment, Augustin Pietron-Locatelli, dans Télérama, relève une absence de mise en scène et un abus de poncifs, une musique « dégoulinante » pour un film qui met en parallèle des récits qui ne sont pas comparables. En revanche, Jean-Luc Wachthausen, dans Le Point estime que Lætitia Colombani « réussit son passage au grand écran » « dans ce récit à trois voix fait de pugnacité et de résilience ».

### Box-office
| Pays   | Date de sortie   | Box-office        | Date d'arrêt du box-office |
| ------ | ---------------- | ----------------- | -------------------------- |
| France | 29 novembre 2023 | 1 256 704 entrées | 10 avril 2024              |